# Елізабеттаун (Нью-Йорк)
Елізабеттаун (англ. Elizabethtown) — місто (англ. town) в США, в окрузі Ессекс штату Нью-Йорк. Населення — 1203 особи (2020).

## Демографія
Згідно з переписом 2010 року, у місті мешкали 1163 особи в 510 домогосподарствах у складі 297 родин. Було 791 помешкання
Расовий склад населення:
| - 97,2 % — білих - 0,4 % — чорних або афроамериканців - 0,4 % — азіатів - 0,3 % — вихідців з тихоокеанських островів - 0,1 % — корінних американців |

До двох чи більше рас належало 1,2 %. Частка іспаномовних становила 0,6 % від усіх жителів.
За віковим діапазоном населення розподілялося таким чином: 15,8 % — особи молодші 18 років, 56,7 % — особи у віці 18—64 років, 27,5 % — особи у віці 65 років та старші. Медіана віку мешканця становила 52,4 року. На 100 осіб жіночої статі у місті припадало 92,9 чоловіків;  на 100 жінок у віці від 18 років та старших — 87,9 чоловіків також старших 18 років.
Середній дохід на одне домашнє господарство  становив 67 365 доларів США (медіана — 49 200), а середній дохід на одну сім'ю — 84 719 доларів (медіана — 82 813). Медіана доходів становила 42 656 доларів для чоловіків та 36 250 доларів для жінок. За межею бідності перебувало 12,0 % осіб, у тому числі 6,5 % дітей у віці до 18 років та 12,3 % осіб у віці 65 років та старших.
Цивільне працевлаштоване населення становило 515 осіб. Основні галузі зайнятості: освіта, охорона здоров'я та соціальна допомога — 33,8 %, роздрібна торгівля — 12,4 %, публічна адміністрація — 11,8 %.